# ATP Volvo International 1979
Il Volvo International 1979 è stato un torneo di tennis giocato sulla terra rossa. Il torneo fa parte del Colgate-Palmolive Grand Prix 1979. Si è giocato a North Conway negli Stati Uniti dal 29 luglio al 5 agosto 1979.

## Campioni

### Singolare maschile
Harold Solomon ha battuto in finale  José Higueras con il punteggio di 5–7, 6–4, 7–6

### Doppio maschile
Ion Țiriac /  Guillermo Vilas hanno battuto in finale  John Sadri /  Tim Wilkison con il punteggio di 6–4, 7–6